# 日本とブルンジの関係
日本とブルンジの関係（にほんとブルンジのかんけい、フランス語: Relations entre le Burundi et le Japon、英語: Japan-Burundi relations） では、日本とブルンジの関係について概説する。

## 両国の比較
|                   | ブルンジ                   | 日本                           | 両国の差                   |
| ----------------- | -------------------------- | ------------------------------ | -------------------------- |
| 人口              | 1153万580人（2019年）      | 1億2626万人（2019年）          | 日本はブルンジの約11倍     |
| 国土面積          | 2万7800 km²                | 37万7972 km²                   | 日本はブルンジの約13.6倍   |
| 人口密度          | 435 人/km²（2018年）       | 347 人/km²（2018年）           | ブルンジは日本の約1.3倍    |
| 首都              | ギテガ                     | 東京都                         |                            |
| 最大都市          | ブジュンブラ               | 東京都区部                     |                            |
| 政体              | 大統領制 共和制            | （民主制）議院内閣制           |                            |
| 公用語            | ルンディ語 フランス語      | 日本語（事実上）               |                            |
| 通貨              | ブルンジ・フラン           | 日本円                         |                            |
| 国教              | なし                       | なし                           |                            |
| 人間開発指数      | 0.417                      | 0.919                          |                            |
| 民主主義指数      | 2.15                       | 7.99                           |                            |
| GDP（名目）       | 30億1233万米ドル（2019年） | 5兆819億6954万米ドル（2019年） | 日本はブルンジの約1687.1倍 |
| 一人当たり名目GDP | 261.2米ドル（2019年）      | 40246.9米ドル（2019年）        | 日本はブルンジの約154.1倍  |
| GDP（購買力平価） | 90億5066万米ドル（2019年） | 5兆5043億3091米ドル（2019年）  | 日本はブルンジの約608.2倍  |
| 一人当たり実質GDP | 784.9米ドル（2019年）      | 43593.5米ドル（2019年）        | 日本はブルンジの約55.5倍   |
| 経済成長率        | 1.8%（2019年）             | 0.7%（2019年）                 |                            |
| 軍事費            | 6470万6677米ドル（2019年） | 476億902万米ドル（2019年）     | 日本はブルンジの約735.8倍  |
| 地図              |                            |                                |                            |

## 歴史
1962年にブルンジはベルギーから独立を果たし、日本は国家承認とともに外交関係を樹立。しかしブルンジはツチ族とフツ族の政争などに悩まされ情勢が安定せず、日本との交流は限定的であった。民族融和を推進するピエール・ブヨヤが政権を握ると交流が安定的になり、1989年8月には東京に駐日ブルンジ大使館が開設されたが、本国の情勢不安を理由に1997年4月には閉鎖された。現在では、北京の在中国ブルンジ大使館が日本を兼轄している。一方、日本もブルンジには大使館を設置せず、2014年11月からはキガリにある在ルワンダ日本国大使館がブルンジを兼轄している。

## 外交関係

### 日本要人のブルンジ訪問
ブルンジの情勢不安があり、日本要人のブルンジ訪問は少ない。2006年には外務大臣政務官の浜田昌良がコンゴ民主共和国・ケニアとともにブルンジを訪問し、ブルンジの各要人と会談を実施した。2013年8月には、日本アフリカ議員友好連盟の代表として衆議院議員の黄川田仁志がブルンジを訪問し、関係強化に努めた。

### ブルンジ要人の訪日

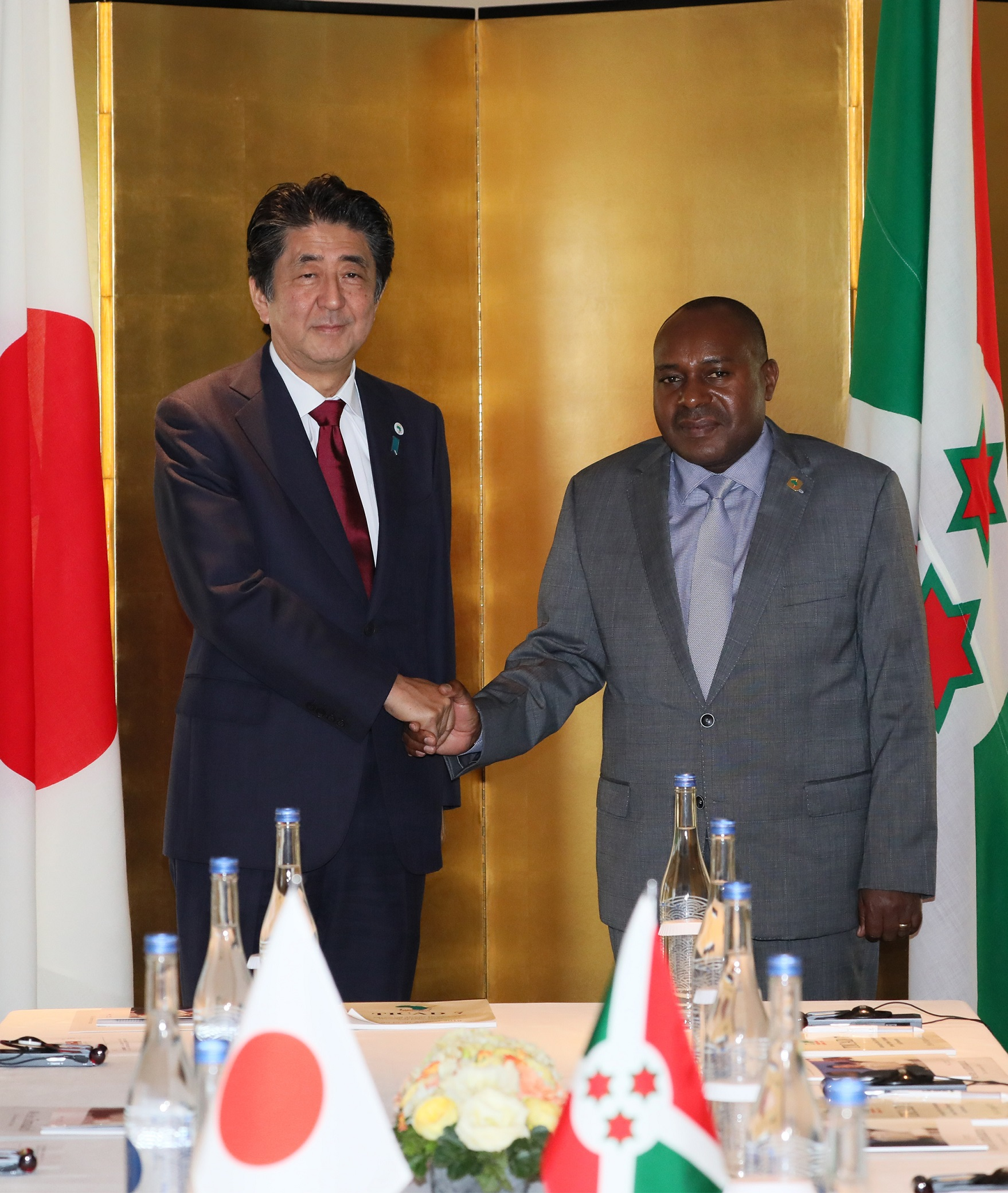
第７回アフリカ開発会議にて、第二副大統領のジョセフ・ブトレは首相の安倍晋三を表敬訪問した。（2019年8月）

2013年には第五回アフリカ開発会議の為にブルンジ大統領のピエール・ンクルンジザが訪日。安倍晋三との首脳会談も実施し、ブルンジへの経済支援などについてが話し合われた。
大統領以外では、ブルンジ外相であるアントワネット・バトゥムブウィラが2006年11月に訪日。当時外務大臣を務めていた麻生太郎と外相会談及び夕食会を実施し、二国間関係を強化した。

## 経済交流
2017年までに累計で300億円以上の経済援助を実施。主要援助国からは外れているものの、「ブジュンブラ市内医療設備整備計画（2.3億円）」、「ブジュンブラ港改修計画（28億円）」、「ブジュンブラ市内交通網整備計画（27億円）」など、ブジュンブラを中心に日本によるインフラ整備が進められている。
2018年のブルンジの対日貿易は、輸出13億9300万円に対し輸入6億3700万円と、日本に対して黒字貿易を達成している。主要な輸出品目はコーヒー豆や茶であり、輸入品は二輪車や米などである。
2020年の8月には、ブルンジの第二副大統領であるジョセフ・ブトレが訪日し、安倍晋三に表敬して日ブルンジ間のビジネス交流の促進についてを話し合うなど、政府間で経済交流の深化が模索されている。

## 外交使節

### 駐日ブルンジ大使
| 代 | 氏名                         | 在任期間        | 官職名       | 備考                         |
| -- | ---------------------------- | --------------- | ------------ | ---------------------------- |
| 1  | シルヴェール・ガフング       | 1980年 - 1986年 | 特命全権大使 | 信任状捧呈は4月24日 初代     |
| 2  | ジョナサス・ニユンゲコ       | 1986年 - 1988年 | 特命全権大使 | 信任状捧呈は7月8日           |
| 3  | バシル・ガテレシ             | 1988年 - 1989年 | 特命全権大使 | 信任状捧呈は6月15日          |
| 4  | アントワンヌ・ンタモブワ     | 1989年 - 1992年 | 特命全権大使 | 信任状捧呈は11月29日         |
| 5  | ジェレミ・ンダイズィガ       | 1992年 - 1993年 | 特命全権大使 | 信任状捧呈は11月27日         |
| 6  | ガブリエル・ンディホクブワヨ | 1994年 - 2002年 | 特命全権大使 | 信任状捧呈は4月4日           |
| 7  | アルフレッド・ンクルンジザ   | 2002年 - 2008年 | 特命全権大使 | 信任状捧呈は3月22日 北京常駐 |
| 8  | ガブリエル・サブシミケ       | 2008年 - 2013年 | 特命全権大使 | 信任状捧呈は5月19日 北京常駐 |
|    | 不在                         | 2013年 - 2014年 |              |                              |
| 9  | パスカル・ガスンズ           | 2014年 - 2018年 | 特命全権大使 | 信任状捧呈は7月2日 北京常駐  |
|    | アデリン・ニムボナ           | 2018年 - 2023年 | 臨時代理大使 | 北京常駐                     |
|    | アルフレッド・ブリマソ       | 2023年 - 2024年 | 臨時代理大使 | 北京常駐                     |
| 10 | テレスフォー・イランボナ     | 2024年 -        | 特命全権大使 | 信任状捧呈は9月26日 北京常駐 |